# Collège Gilles de Trèves
Le collège Gilles de Trèves est un édifice situé à Bar-le-Duc dans le département de la Meuse en région Lorraine.
Fondé en 1573 par Gilles de Trèves, doyen de la collégiale Saint-Maxe, il avait pour but d'instruire les jeunes du Barrois. Tour à tour, collège jésuite, collège communal puis école pour filles, ce lieu d'enseignement a définitivement fermé ses portes en 2002.
Il est classé aux monuments historiques depuis le 30 décembre 1992.

## Situation géographique
Le collège se trouve à mi-chemin entre le quartier du Bourg (Ville Basse) et le château des ducs de Bar (Ville Haute), à Bar-le-Duc.

## Historique

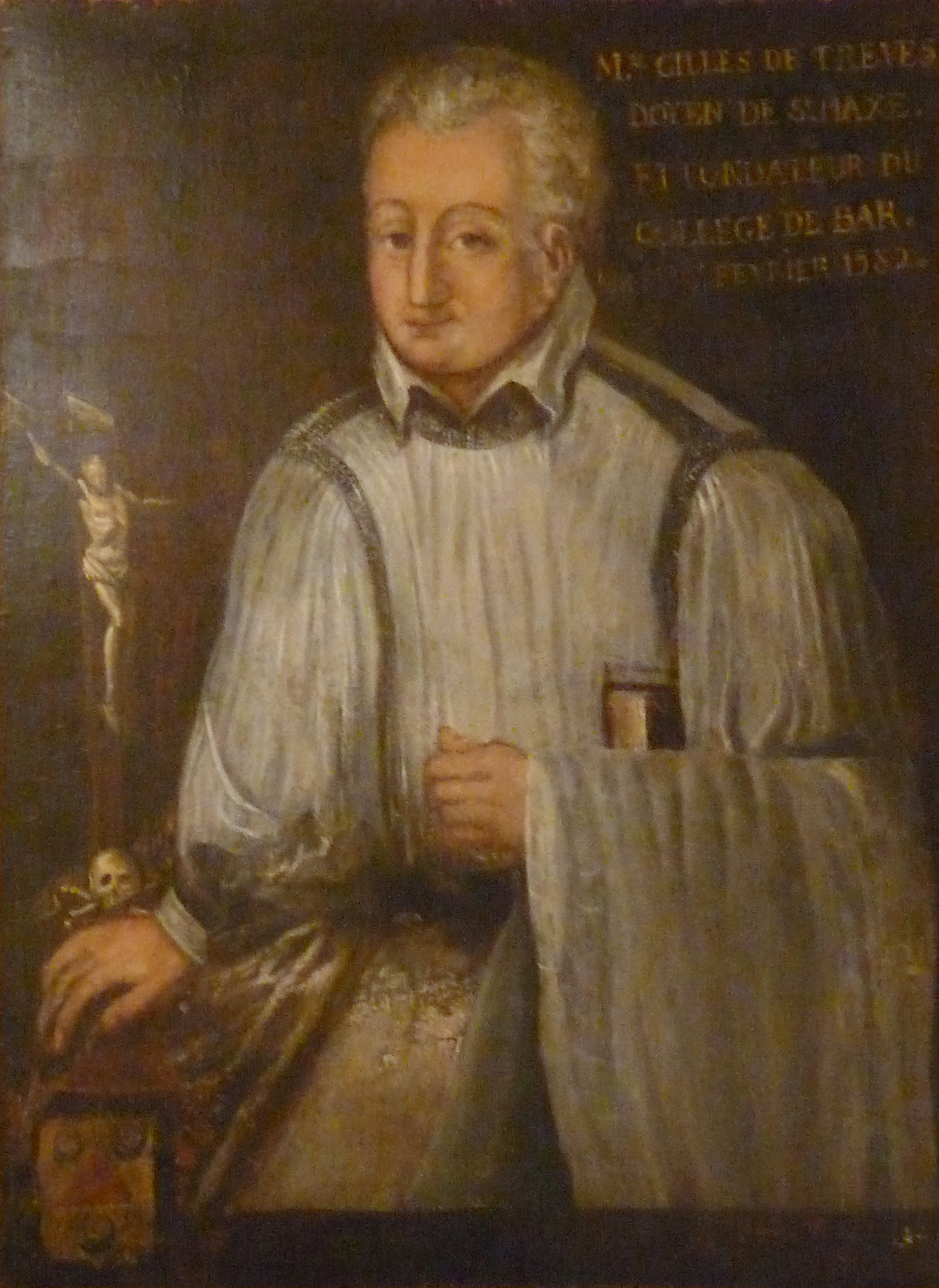
Gilles de Trèves, fondateur du collège.

En 1573, Gilles de Trèves, doyen de la collégiale Saint-Maxe, fait construire une institution pour éduquer les enfants de la ville et lutter contre les effets de la Réforme protestante. Le bâtiment est achevé en 1574 — 1576 selon d'autres sources — mais n'ouvre ses portes aux enfants qu'en 1582, après la mort de son fondateur. Dans son testament, Gilles de Trèves lègue l'institution à la ville de Bar-le-Duc.
À partir de 1617, le collège est dirigé par les jésuites jusque 1762, date de la dissolution de leur ordre par le parlement de Paris. L'établissement voit passer le futur maréchal d'Empire et duc de Reggio Oudinot et le futur maréchal de France Exelmans.
Après la Révolution, le bâtiment devient un collège communal qui accueille notamment les futurs académiciens Edmond Laguerre et André Theuriet. Il est le seul établissement secondaire de la ville jusqu'à la construction du lycée impérial (actuel lycée Raymond Poincaré) en 1857. Le collège devient alors une école pour jeunes filles,.
En 1831, la façade sur rue, la plus décorée, est détruite car en trop mauvais état.
Le 30 décembre 1992, le monument est classé aux monuments historiques.
Le lieu d'enseignement ferme définitivement en 2002.
De 2006 à 2008, l'aile nord du collège est restaurée pour un montant de 1,5 million d’euros. De 2010 à 2015, le reste de la structure et de l'extérieur du bâtiment est restauré à son tour.

## Architecture
Le collège, typique de l'architecture de la Renaissance, est qualifié par Montaigne, de passage dans la ville en 1580, de « plus belle maison de ville qui soit en France ».
Le bâtiment est organisé autour d'une cour intérieure bordée de deux galeries surmontées de balcons avec des balustrades de pierre sculptée aux motifs d'inspiration flamande,. La façade sur jardin possède des fenêtres à meneaux dont l'une possède les armes du fondateur sur son fronton.
L'aile gauche du bâtiment est surmontée d'une charpente en bois de chêne. La toiture possède des fenêtres jumelées aux frontons triangulaires, ainsi qu'un clocheton qui abrite deux cloches datant respectivement de 1628 et 1776. Un cadran solaire sur une façade est visible depuis les remparts du château.
Le collège ne possède plus de mobilier d'origine excepté deux taques de cheminée.
La voûte du porche d'entrée est soutenue par des arceaux en pierre sculptée décorés de rinceaux de feuillages. Une citation latine datant de 1831 exprime le souhait du fondateur :

« Que cette demeure reste debout jusqu’à ce que la fourmi ait bu les flots de la mer et que la tortue ait fait le tour de la terre. »

Photos du collège Gilles de Trèves (sélection)
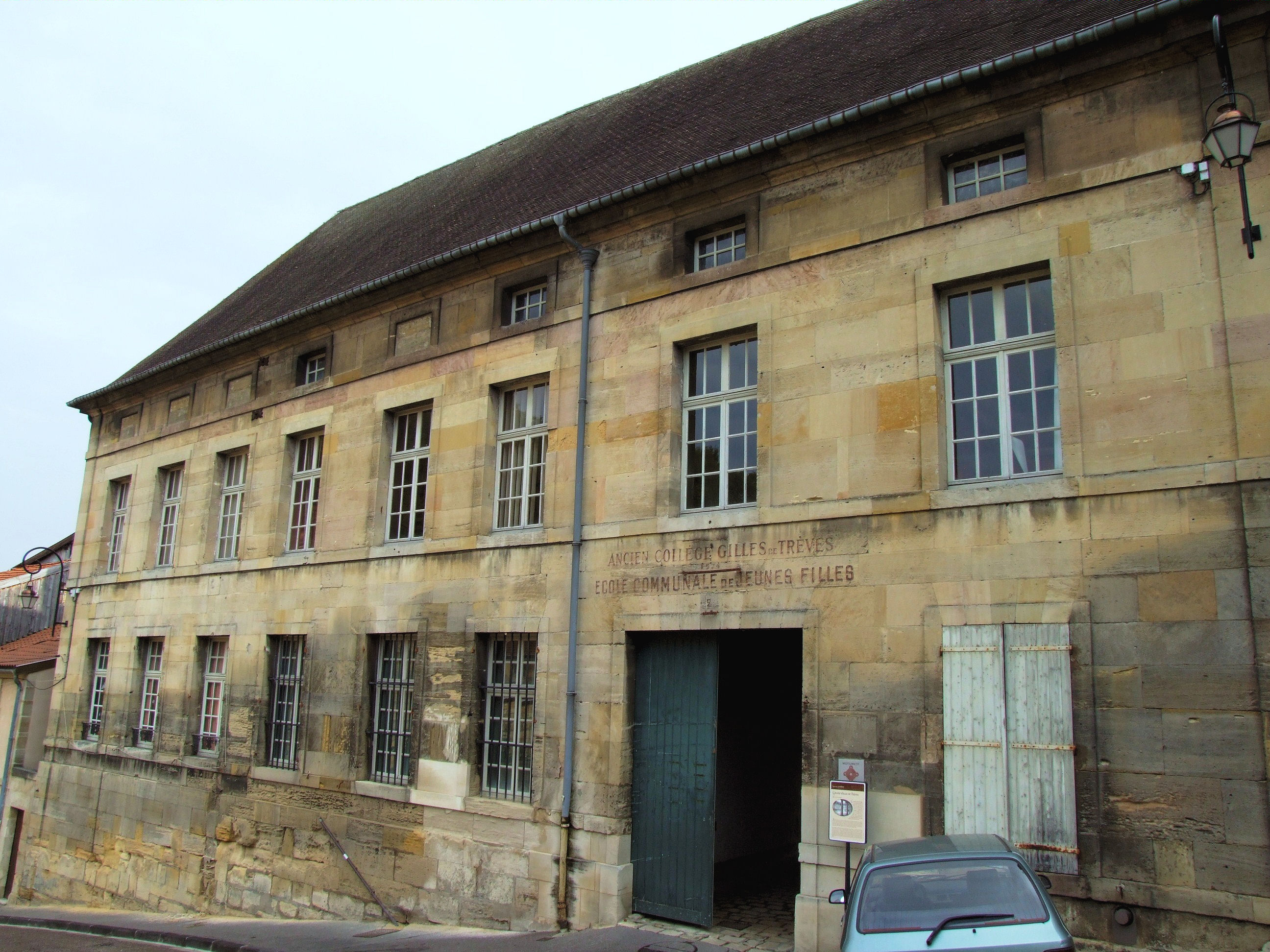
Vue extérieure.
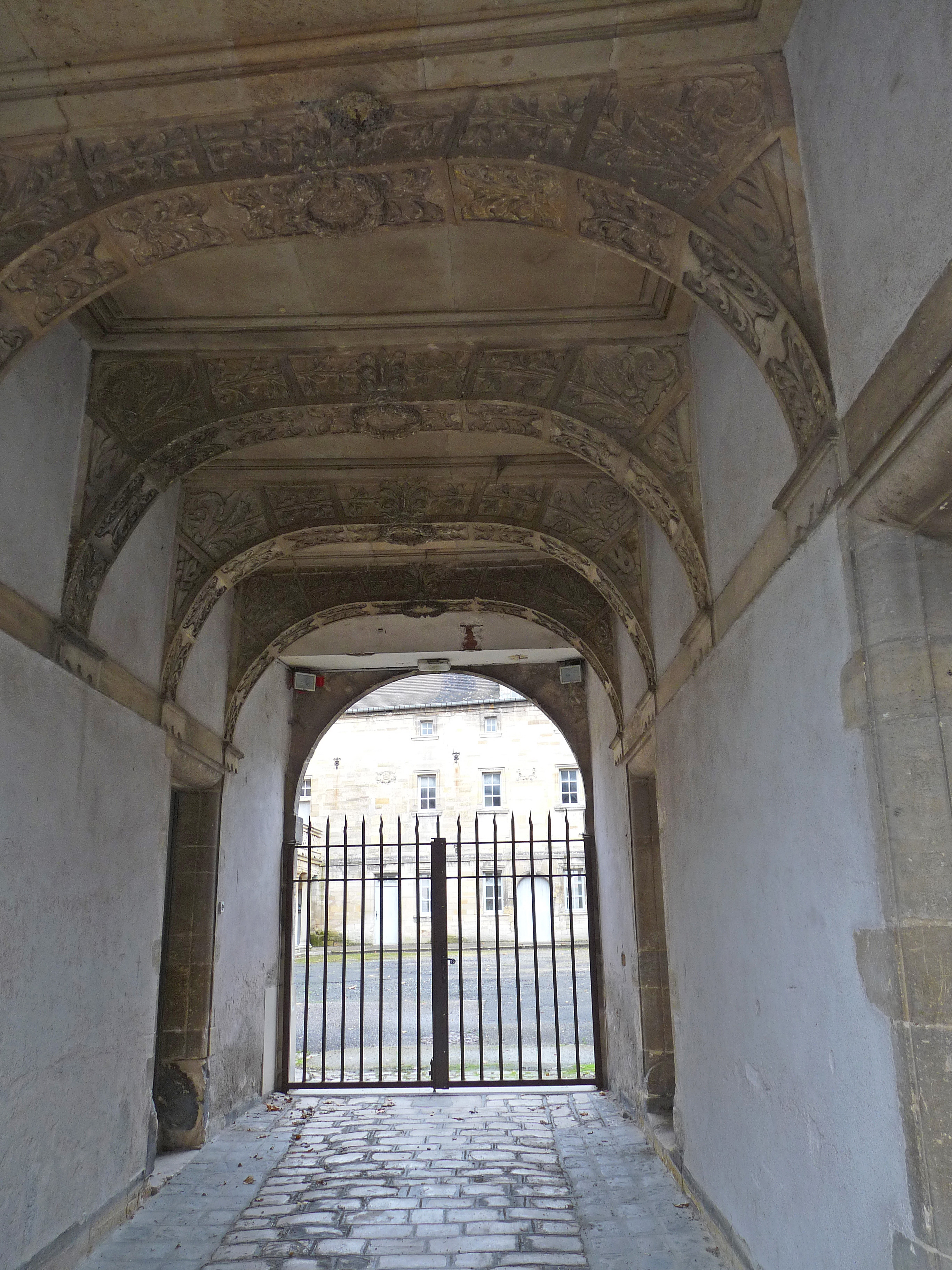
Porche d'entrée.
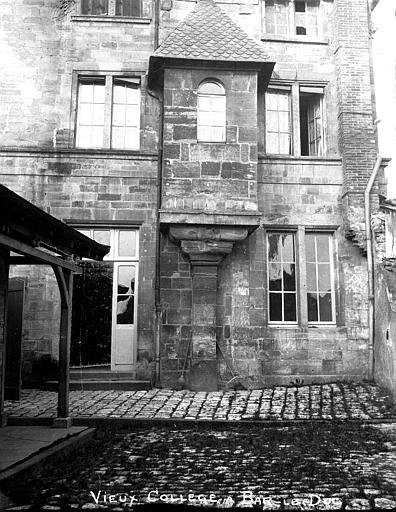
Tourelle en encorbellement en 1914.
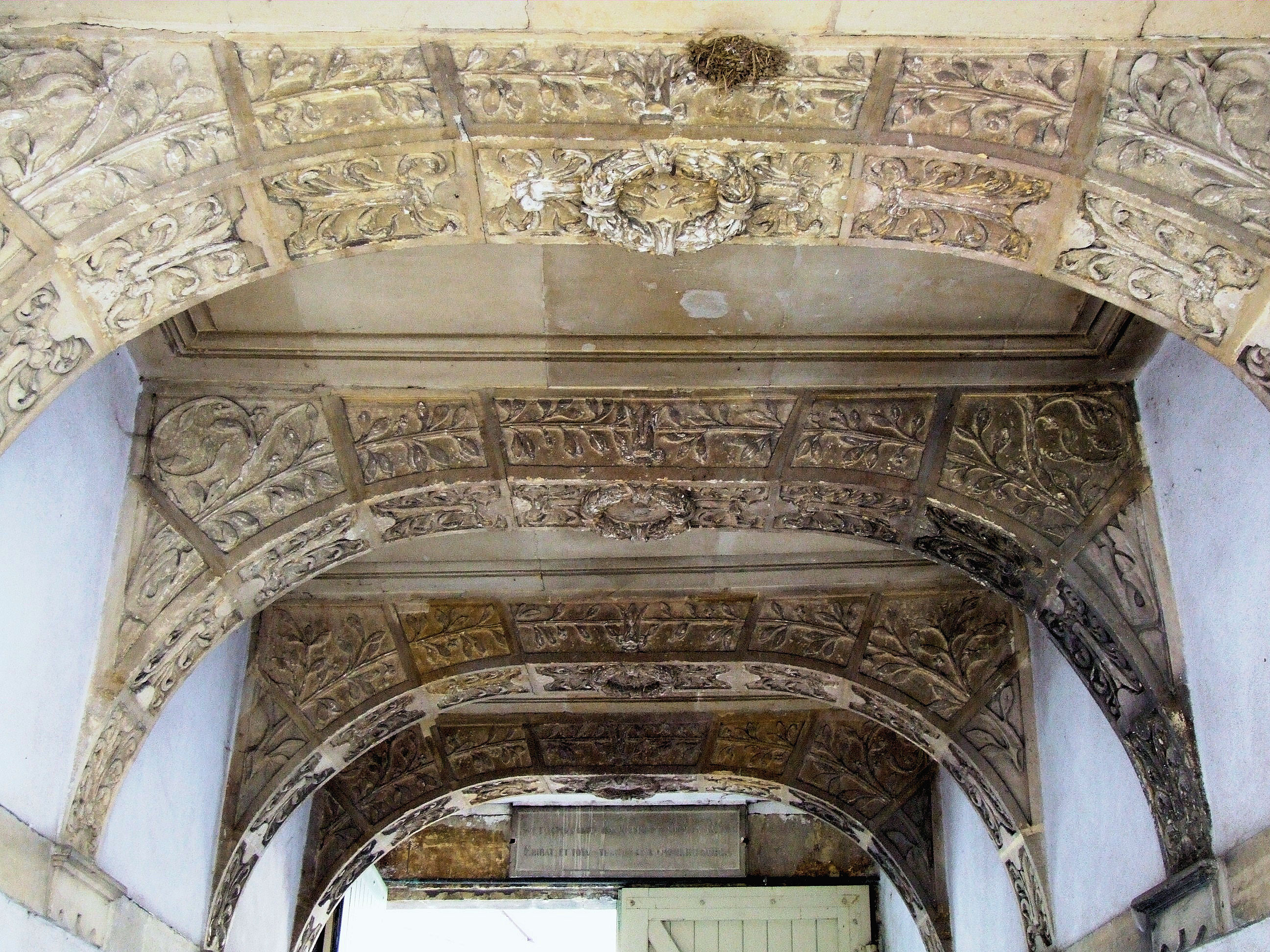
Détail du plafond.
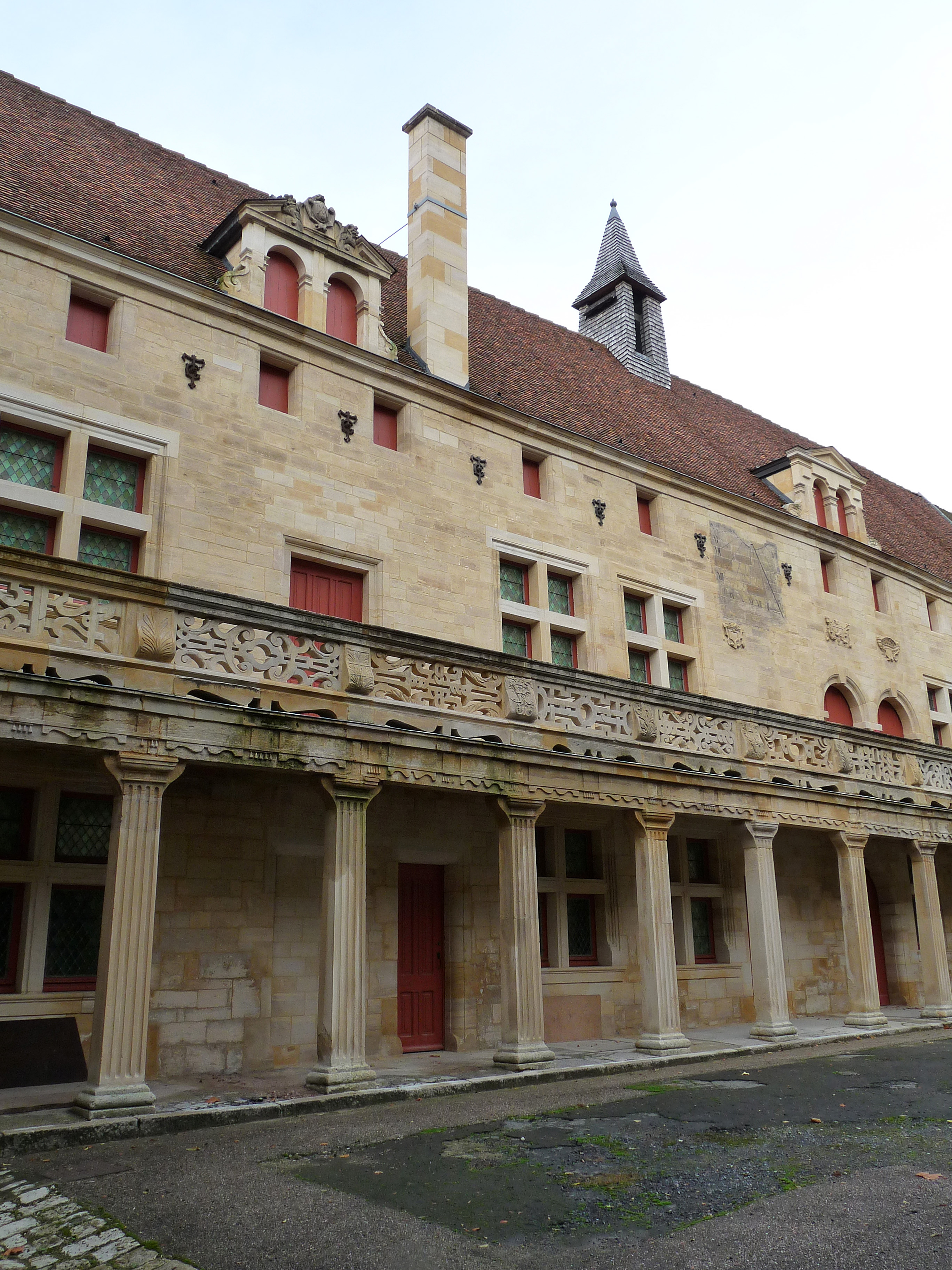
Façade rénovée de la cour intérieure.
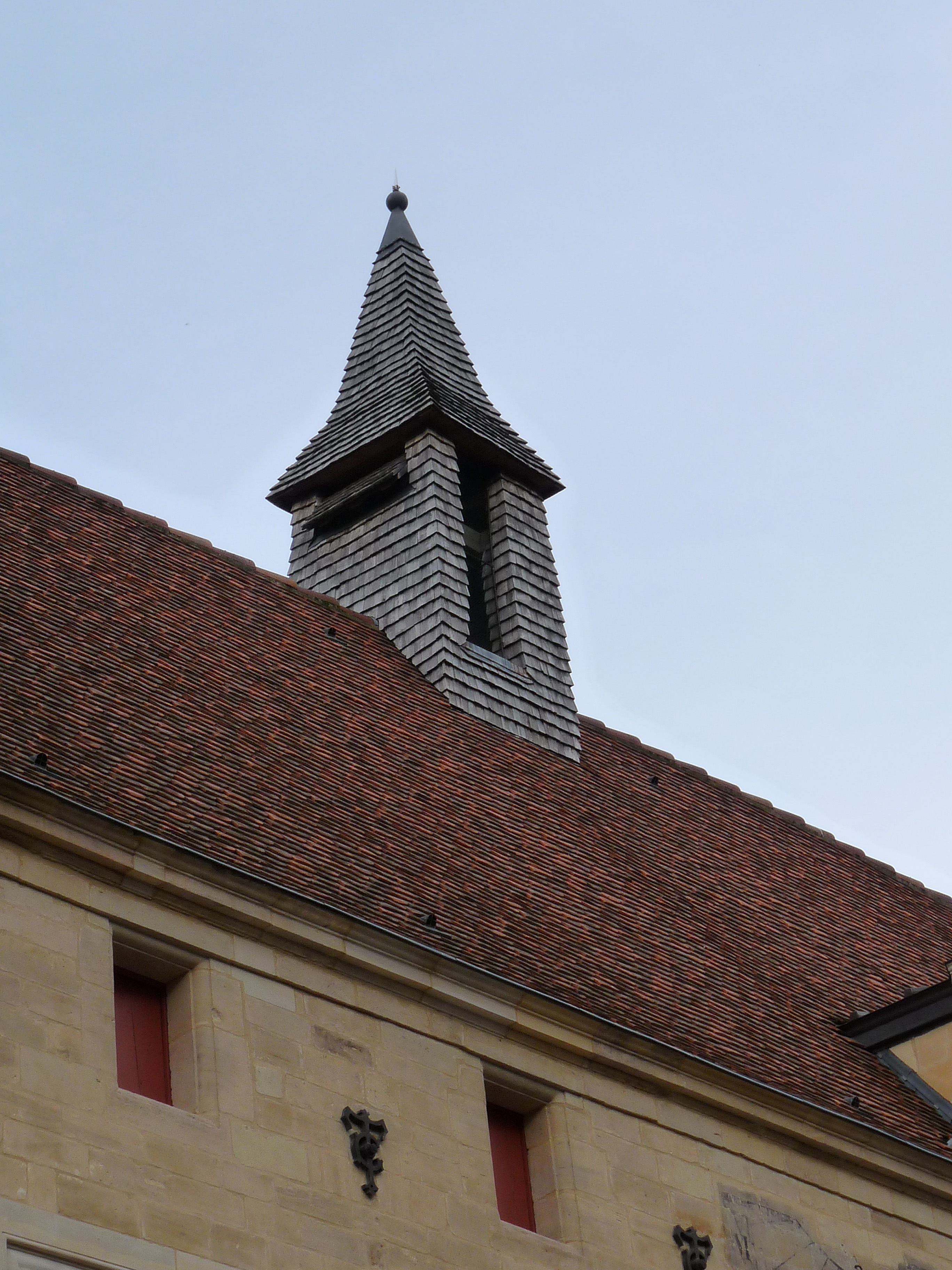
Clocheton.